# Spoorlijn Friedrichsdorf - Brandoberndorf
De spoorlijn Friedrichsdorf - Brandoberndorf, ook wel Taunusbahn genoemd, is een spoorlijn tussen de Duitse plaatsen Friedrichsdorf en Brandoberndorf (gemeente Waldsolms). De lijn is als spoorlijn 9374 onder beheer van Hessische Landesbahn.
Niet te verwisselen met de bekende Taunusbahn tussen Frankfurt am Main en Wiesbaden.

## Geschiedenis
Het traject werd door de Homburger Eisenbahn-Gesellschaft in fases geopend:
- 15 oktober 1895: Friedrichsdorf - Usingen
- 1 juli 1909: Usingen - Weilburg
- 1 november 1912: Weilburg - Albshausen

## Treindiensten

### DB
De Deutsche Bahn verzorgde tot 27 september 1992 het personenvervoer op dit traject met RB treinen.

### Hessische Landesbahn
De Frankfurt-Köningsteiner Eisenbahn, in 1901 opgericht als Kleinbahn AG Höchs-Köningstein, is voor 100% aandeelhouder van de Hessische Landesbahn GmbH.
Het personenvervoer wordt op dit traject sinds 26 september 1993 uitgevoerd door de Frankfurt-Königsteiner Eisenbahn AG en sinds 2006 door de dochteronderneming de Hessische Landesbahn met treinstellen van het type VT 2E en van het type Lint.

## Aansluitingen

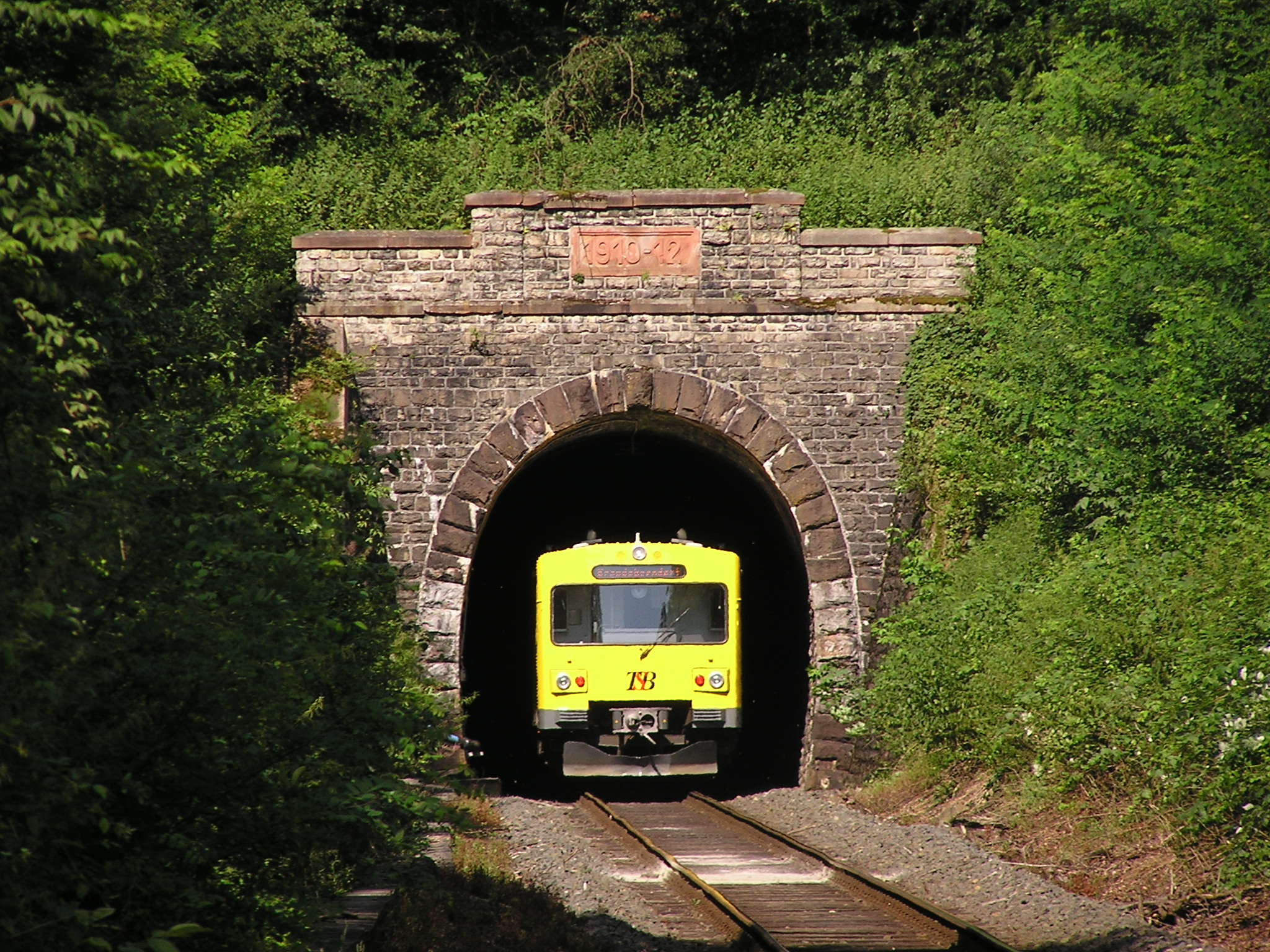
Hasselborner Tunnel

In de volgende plaatsen was of is er een aansluiting van de volgende spoorwegmaatschappijen:

### Brandoberndorf
- Solmsbachtalbahn spoorlijn tussen Grävenwiesbach en Wetzlar

### Grävenwiesbach
- Solmsbachtalbahn spoorlijn tussen Grävenwiesbach en Wetzlar
- Weiltalbahn spoorlijn tussen Grävenwiesbach en Weilburg

### Friedrichsdorf (Taunus)
- Homburger Bahn spoorlijn tussen Frankfurt am Main via (Bad) Homburg naar Friedberg en Friedrichsdorf
- Friedberg - Friedrichsdorf spoorlijn tussen Friedberg en Friedrichsdorf